# パノルムスの戦い
パノルムスの戦い（パノルムスのたたかい、英語: Battle of Panormus）は、第一次ポエニ戦争中の紀元前250年にシチリアのパノルムス（現在のパレルモ）においてルキウス・カエキリウス・メテッルスが率いていたローマ軍とハスドルバルが率いていたカルタゴ軍の間で行われた会戦である。
紀元前264年にシチリアのメッセネ（現在のメッシーナ）の支配をめぐって始まった第一次ポエニ戦争は次第に膠着状態となり、戦況の打開を図ろうとしたローマは紀元前256年から紀元前255年にかけてカルタゴの本拠地がある北アフリカに侵攻した。しかし、強力な騎兵と戦象を擁していたカルタゴ軍の前に決定的な敗北を喫し、北アフリカからの撤退を余儀なくされた。戦争の舞台がシチリアに戻ったのち、ローマは紀元前254年にシチリアにおけるカルタゴの重要な拠点であったパノルムスの占領に成功した。しかし、その後カルタゴが援軍とともにシチリアに送り込んだ戦象を恐れたため、カルタゴ軍との戦闘を避けるようになった。そして紀元前250年の夏の終わり頃にカルタゴの将軍のハスドルバルが冬の間にローマ軍の半数がシチリアを去っていたという情報を聞きつけると、軍隊を率いてローマと同盟を結んだ都市の領内の農作物を荒らし回りつつパノルムスに迫った。
カルタゴ軍がパノルムスの城壁に接近すると、ローマ軍を率いるメテッルスは戦象を中心に投槍を浴びせかけることで対抗した。この集中攻撃によってパニックに陥った戦象は後方のカルタゴ軍の歩兵の間を掻き分けて逃走した。その後、ローマ軍がカルタゴ軍の左側方へ攻撃を加えたことでカルタゴ軍は敗走に転じ、戦象も捕獲された。これらの戦象はローマで行われたメテッルスの凱旋式のパレードで見せ物となったのち、キルクス・マクシムスで殺害された。第一次ポエニ戦争はローマの勝利によって決着するまでさらに9年を要したものの、パノルムスの戦いはシチリアで起こった会戦の中では最後のものとなった。

## 一次史料
第一次ポエニ戦争のほぼすべての点における主要な情報源は紀元前167年に人質としてローマに送られたギリシア人の歴史家のポリュビオス（紀元前200年頃 - 紀元前118年頃）による著作である。ポリュビオスの著作の中にはすでに失われている戦術書などもあるが、今日において知られている著作は、戦争終結からおよそ1世紀後にあたる紀元前146年以降に書かれた『歴史』である。ポリュビオスの著作は概ね客観的であり、カルタゴとローマのそれぞれの視点からほぼ中立であると考えられている。
カルタゴのほとんどの文書記録はその首都であったカルタゴとともに紀元前146年に失われたため、ポリュビオスの第一次ポエニ戦争に関する記述は今日では失われているいくつかのギリシア語とラテン語の情報源に基づいている。ポリュビオスは分析的な視点を持つ歴史家であり、可能な限り著作内で触れている出来事の関与者に自ら聞き取りを行った。40巻からなる『歴史』のうち、第一次ポエニ戦争について扱っているのは最初の1巻だけである。ポリュビオスの記述の正確性については19世紀末以降多くの議論がなされてきたが、現代におけるほぼ一致した見解は、大抵において記述を額面通りに受け入れることが可能というものであり、現代の情報源におけるこの戦争に関する詳細は、ほぼすべてポリュビオスの記述に対する解釈に基づいている。現代の歴史家であるアンドリュー・カリーはポリュビオスについて、「極めて信頼性が高い」と評価しており、一方でクレイグ・B・チャンピオンは、「驚くほど広い見識を持ち、精力的で洞察力のある歴史家」と評している。
後世に著されたこの戦争に関する歴史書は他にも存在するが、それらは断片的、あるいは要約的なものである。また、現代の歴史家は大抵においてディオドロスやカッシウス・ディオなどの著作も参照しているが、古典学者のエイドリアン・ゴールズワーシーは、「ポリュビオスの記述は他のどの記述とも見解が異なっている場合、通常は優先されるべきものである」と述べている。その他のこの戦争に関する情報源には、碑文や硬貨、そして考古学的証拠などがある。

## ローマとカルタゴの陸軍

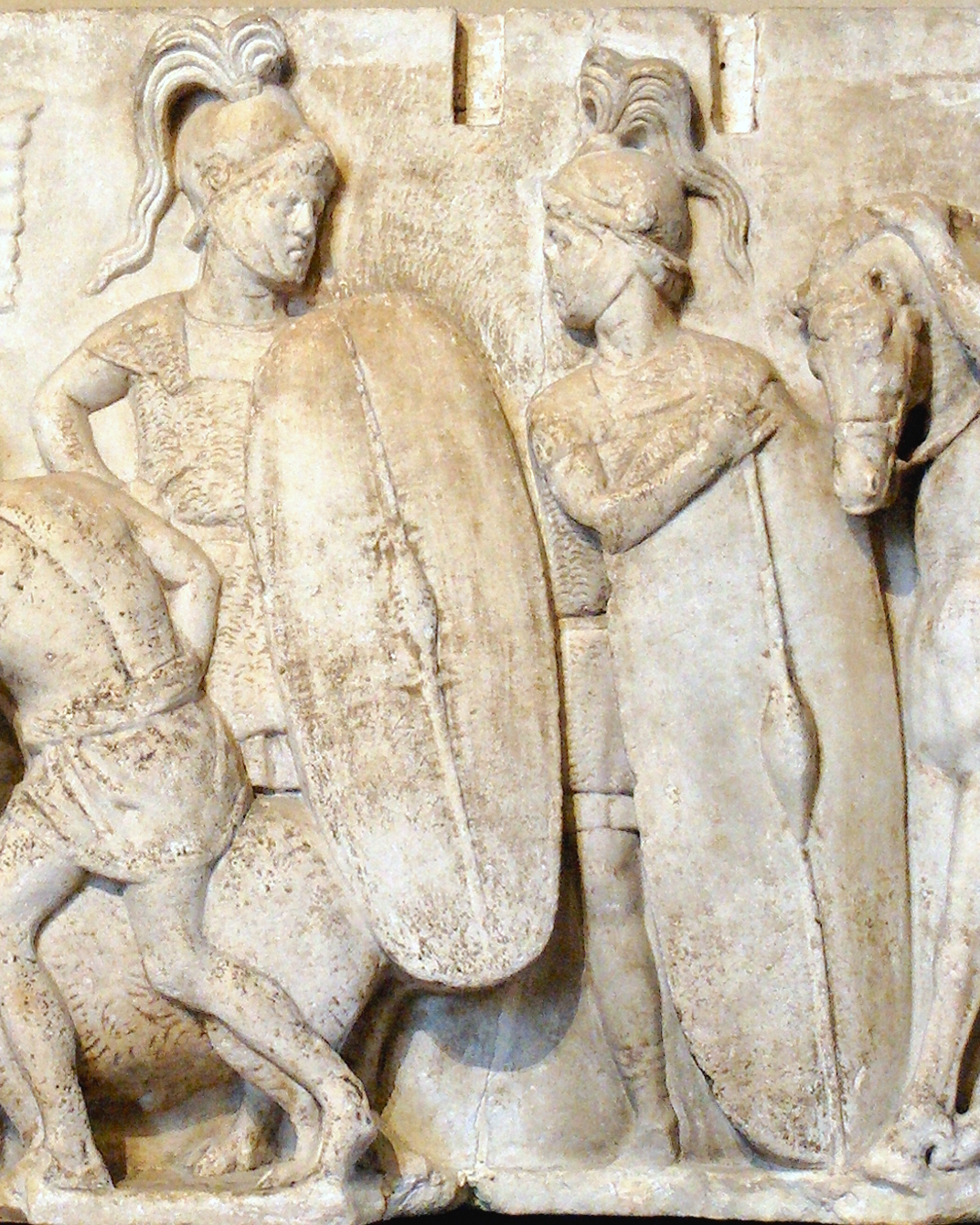
2人のローマ軍の歩兵が彫られている紀元前2世紀に作られたドミティウス・アヘノバルブスの祭壇の細部

当時のほとんどの男性のローマ市民は兵役に就く義務があり、主に歩兵として従軍したが、少数のより裕福な市民は騎兵として従軍した。ローマの軍隊は通常ローマ軍団に加えて同盟市（ソキイ）から提供される類似した規模と装備を持つ軍団を組み合わせる形で編成されていた。戦争時には伝統的に1個あたり4,200人の歩兵と300人の騎兵（同盟市の騎兵の場合は900人）からなる2個のローマ軍団と2個のアラエ（ローマ市民権を持たない同盟市の支援部隊）を編成していた。一部の少数の歩兵は投槍で武装した散兵として従軍し、残りは重装歩兵として鎧、大きな盾、そして刺突用の短剣を装備していた。部隊は3つの隊列に分けられ、最前列は2本の投槍を携え、第2、第3の隊列は代わりに突槍を携えていた。戦闘では軍団に属する小部隊も個々の軍団兵も比較的散開した陣形で戦っていた。また、ローマでは毎年2人の執政官（コンスル）を選出し、両者に軍隊を指揮させるのが長年の慣例であった。
一方のカルタゴの軍隊はほぼ常に外国人で構成されており、カルタゴ市民はカルタゴに対する直接的な脅威があった場合にのみ軍隊に加わった。外国人兵士の多くは北アフリカ出身者であり、大きな盾、兜、短剣、そして長槍を装備した密集隊形の歩兵、槍を装備した突撃騎兵（重装騎兵としても知られる）、そして接近戦を回避し、遠距離から槍を投げる軽装騎兵や投槍を装備した軽装歩兵からなる散兵といったいくつかのタイプの兵員を供給していた。ヒスパニアとガリアからは経験豊富な歩兵が供給されていた。これらの歩兵は鎧を装着していなかったが、猛烈な突撃を見せる一方で戦闘が長引くと離脱するという評判があった。カルタゴの市民兵を含む北アフリカ人の歩兵はファランクスとして知られる密集陣形で戦っていた。専門の投石兵はバレアレス諸島から頻繁に集められていた。ローマ人による史料はこれらのカルタゴの外国人兵士を軽蔑を込めて「傭兵」と呼んでいるが、エイドリアン・ゴールズワーシーは、このような見方を「甚だしく単純化し過ぎ」であると述べている。実際にはカルタゴの外国人兵士たちは多様な取り決めの下で軍務に就いていた。たとえば同盟関係にある都市や王国の正規軍が公的な協定の一環としてカルタゴに派遣される場合もあった。また、当時の北アフリカの森林にはアフリカ原産のマルミミゾウが生息しており、カルタゴ人はこれらの象を頻繁に戦象として活用していた。

## 背景

### 戦争の開始とシチリアにおける軍事的動向

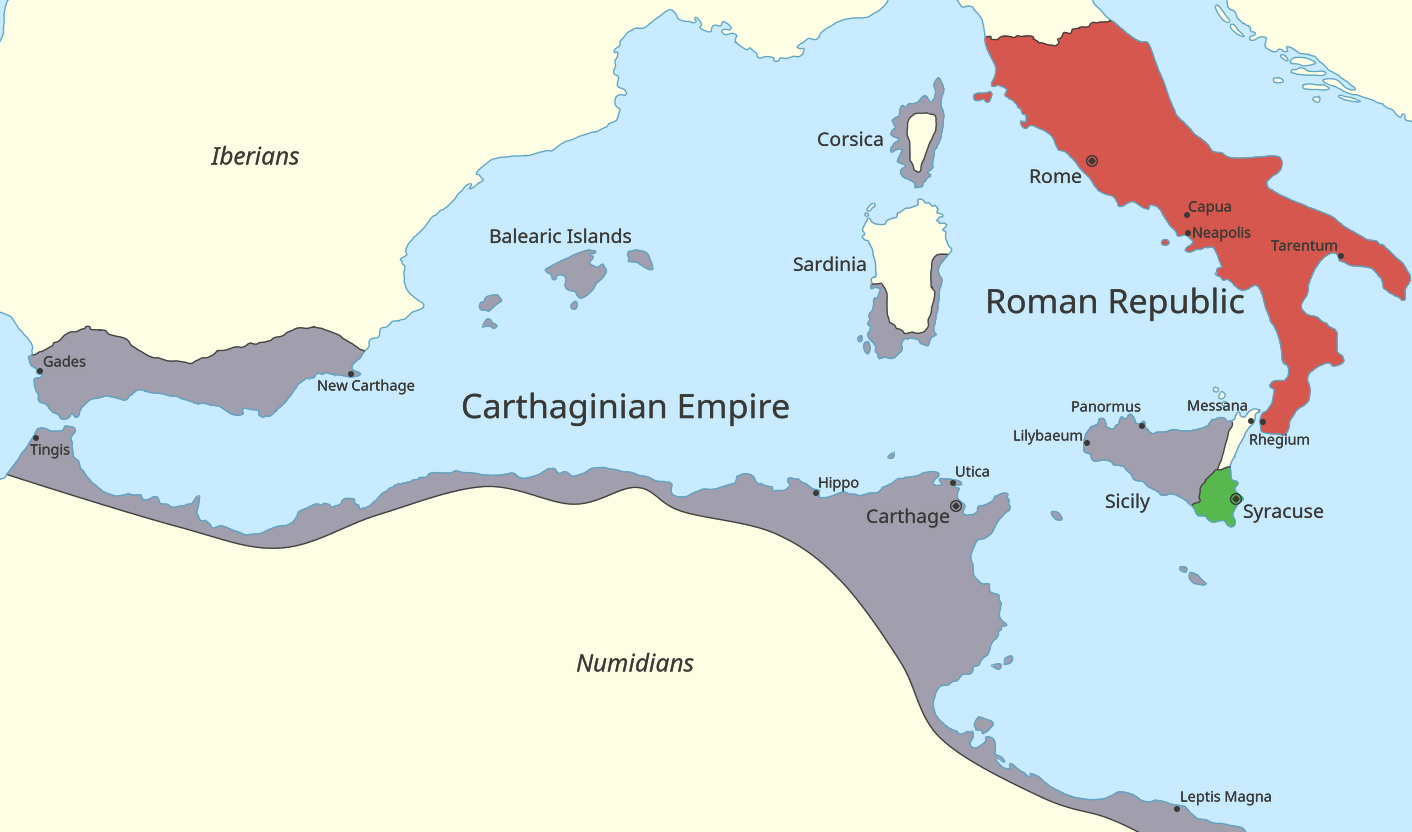
第一次ポエニ戦争の開戦直前の紀元前264年時点における地中海西部の勢力図：ローマは赤、カルタゴは灰色、シュラクサイは緑で示されている

ローマは第一次ポエニ戦争が始まる1世紀前からイタリア半島南部への拡大を積極的に推し進め、紀元前272年までにアルノ川以南のイタリア本土を統一した。一方、現在のチュニジアに首都を置いていたカルタゴは同じ頃にヒスパニア南部、北アフリカの沿岸地域の大部分、バレアレス諸島、コルシカ、サルディニア、そしてシチリアの西半分を支配する軍事・商業帝国となっていた。カルタゴとローマは紀元前3世紀までに地中海西部を代表する傑出した大国となったが、紀元前264年に両者はシチリアの北東端に位置するメッセネ（現在のメッシーナ）の支配をめぐって対立し、この対立は最終的に戦争へ発展していった。
戦争の大部分はシチリアとその近海が舞台となった。海岸から離れたシチリアの内陸部は丘陵が連なり起伏に富んだ地形をしているために大軍による作戦行動が困難であり、そのためこのような地勢は攻撃側より防御側に有利に働いた。陸上における作戦行動は急襲、包囲戦、あるいは阻止攻撃にほぼ限られており、双方の陸上部隊において最もよく見られた行動は守備隊の任務の遂行と陸上封鎖の2つであった。23年にわたった第一次ポエニ戦争においてシチリアで本格的な会戦が行われたのはローマの勝利に終わった紀元前262年のアクラガスの戦いと本稿で扱っている紀元前250年のパノルムスの戦いの2回だけである。
ローマは戦争が始まって以降シチリアで何度かにわたり軍事的な成功を収めたものの、カルタゴが強固に要塞化された町や都市を守ることに専念するようになったため、戦争は次第に膠着状態となっていった。これらのカルタゴが保持していた町や都市はそのほとんどが海岸沿いにあり、ローマ側が優勢な陸軍を使ってローマ軍を妨害する必要もなく海側から軍の支援や補給を受けることができた。

### ローマのアフリカ侵攻

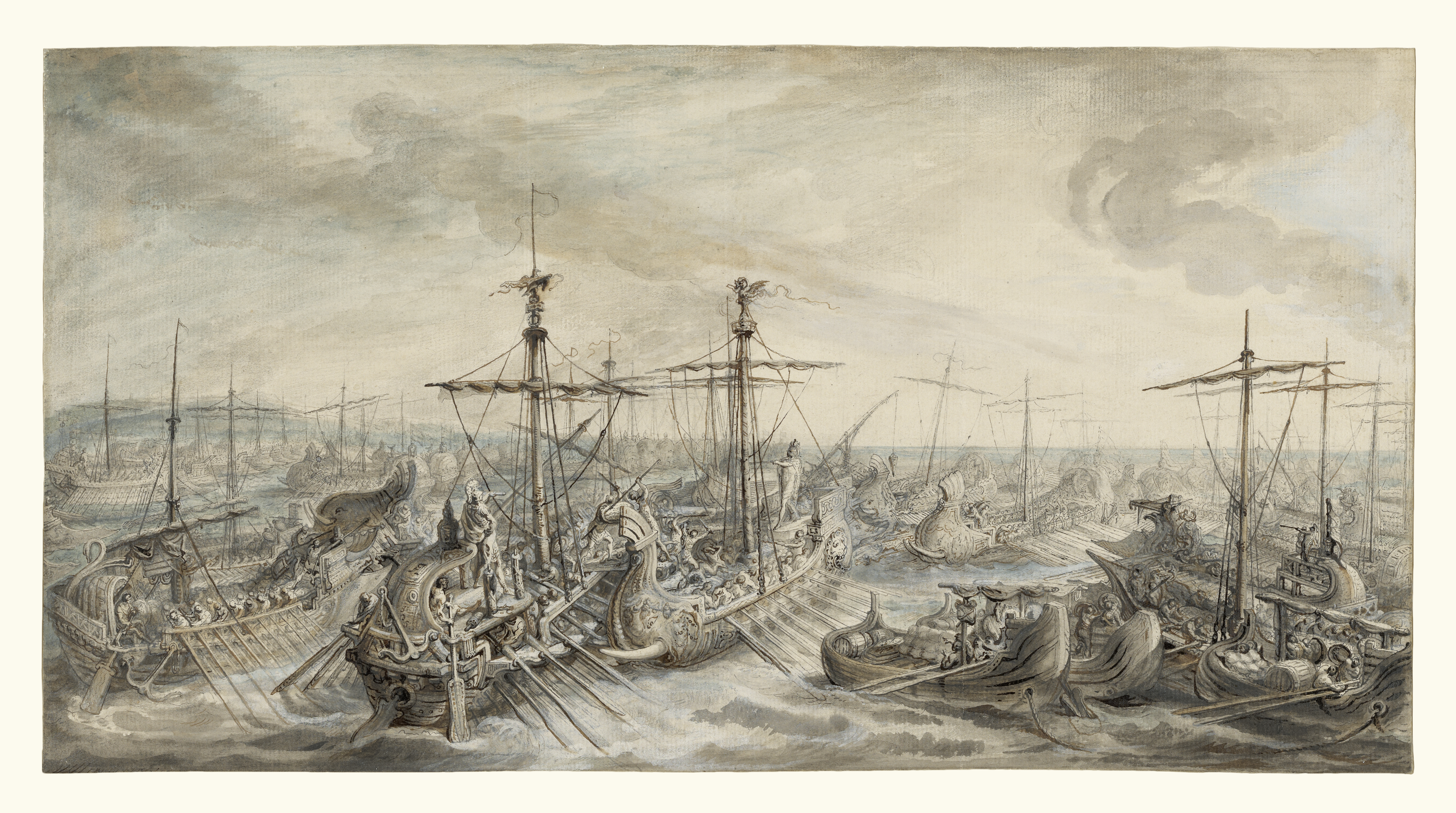
フランスの画家のガブリエル・ド・サン＝トーバンが描いたエクノモス岬の戦い（1763年頃）。この海戦に勝利したローマ軍は北アフリカに上陸してカルタゴの本拠地を脅かした。

紀元前260年以降、戦争の焦点は海域へと移っていった。ローマは大規模な海戦となったミュライ沖の海戦（紀元前260年）とスルキ沖の海戦（紀元前258年）で勝利を収めたことで自信を深めたものの、その一方でシチリアの戦況が膠着状態となったことに対する苛立ちを募らせていた。その結果、ローマは北アフリカのカルタゴの中核地帯に侵攻し、チュニスの近くに位置する首都のカルタゴを脅かす計画を立てた。そして参加した戦闘要員の数の上では恐らく史上最大の海戦だったと考えられているエクノモス岬の戦いでカルタゴ艦隊を破ることに成功した。その後、ローマ軍は北アフリカのボン岬半島に位置するアスピス（現在のケリビア）に上陸し、カルタゴの田園地帯を荒らし始めた。
北アフリカへローマ軍を輸送した船の大部分はシチリアへ引き返し、15,000人の歩兵と500人の騎兵が北アフリカに残って戦争を続けた。そして両者が最初にまみえたアディスの戦いではローマ軍とほぼ同規模で強力な騎兵と戦象を擁していたカルタゴ軍が岩がちな山の上に陣地を築いたものの、ローマ軍はこの陣地に奇襲を仕掛け、カルタゴ軍を敗走させることに成功した。この時のカルタゴ軍の損害は不明だが、騎兵と戦象のほとんどは無傷なまま戦場を逃れることができたと考えられている。戦況の挽回を図ろうとしたカルタゴは軍の訓練をスパルタ人傭兵の指揮官であったクサンティッポスに委ねた。そのクサンティッポスは紀元前255年初頭に12,000人の歩兵、4,000人の騎兵、そして100頭の戦象からなる軍隊を率い、周囲が開けた平原での戦いとなったチュニスの戦いでローマ軍に決定的な勝利を収めた。この戦いでは戦象の存在がカルタゴ軍の勝利に大きな役割を果たした。戦闘に敗れたローマ軍のうち、およそ2,000人がアスピスに退却し、500人が捕虜となり、残りの13,000人が戦死した。生存者を海路で退避させようとしたローマは艦隊を派遣したものの、生存者を乗せた艦隊がイタリアに戻る途中で嵐に遭遇し、壊滅的な被害を受けるという結果となった。この時、総数464隻の船舶うち384隻が沈没し、ローマ人以外のラテン人同盟者が大部分を占めていた10万人の兵士も失われた。

## 戦闘前のシチリアの情勢
上述の紀元前255年の嵐で艦隊の大半を失ったローマは新たに220隻の船舶を建造し、迅速に艦隊を再建した。そしてシチリアで徹底的な攻撃に乗り出し、紀元前254年の初頭に2人の執政官に率いられた全艦隊がパノルムスを攻撃した。シチリアの北岸に位置するパノルムスは現在のシチリアの州都であるパレルモにあたり、当時としては規模の大きな都市であった。また、シチリアで依然としてカルタゴに忠実であった都市の中では最大の都市の1つであり、経済的にも最も重要な都市の1つであった。この都市の繁栄は交易と漁業を基盤としていたため、通常とは異なり農業はほとんど行われておらず、都市に隣接する周辺地域は城門の近くまで深い森林に覆われていた。この時のローマ軍による攻撃で都市は包囲を受けて封鎖され、攻城兵器が設置された。ローマ軍は城壁に裂け目を作ると城内に雪崩れ込み、外側の町を容赦なく攻め落として占領した。その後、内側の町も即座に降伏し、都市の住民のうち身代金を支払うことができた14,000人は解放されたが、残りの13,000人は奴隷として売られた。
ローマによるパノルムスの占領後、シチリア西部の内陸部の大部分はローマに帰順した。イエタス、ソルス、ペトラ、およびティンダリスの町はすべてローマとの和平を受け入れた。紀元前252年にはパノルムスの陥落によって孤立していたテルマエとリーパラもローマが占領した。その一方でカルタゴの援軍が紀元前253年末か紀元前252年初頭にシチリアへ派遣されたが、この援軍を率いていたのは北アフリカにおいて2度にわたってローマ軍と戦った経験を持つハスドルバルであった。ポリュビオスによれば、ローマ軍はこの時カルタゴがシチリアに送り込んだ戦象を恐れたため、紀元前252年から紀元前251年にかけてカルタゴ軍との戦闘を避けていた。歴史家のナイジェル・バグナルは、クサンティッポスとの戦いを生き延びた者たちが、野戦におけるカルタゴの騎兵と戦象についていかに効果的であったかという「恐るべき話」をローマ側に伝えていた可能性を示唆している。このような状況の結果、ローマ軍よりも恐らく小規模であったカルタゴ軍が平原地帯を支配するようになり、一方のローマ軍は騎兵と戦象をほぼ無力化することができる高地や地盤の緩い場所に留まった。こうして両軍とも相手にとって有利な地形で戦うことを避けるようになった。

## 戦闘

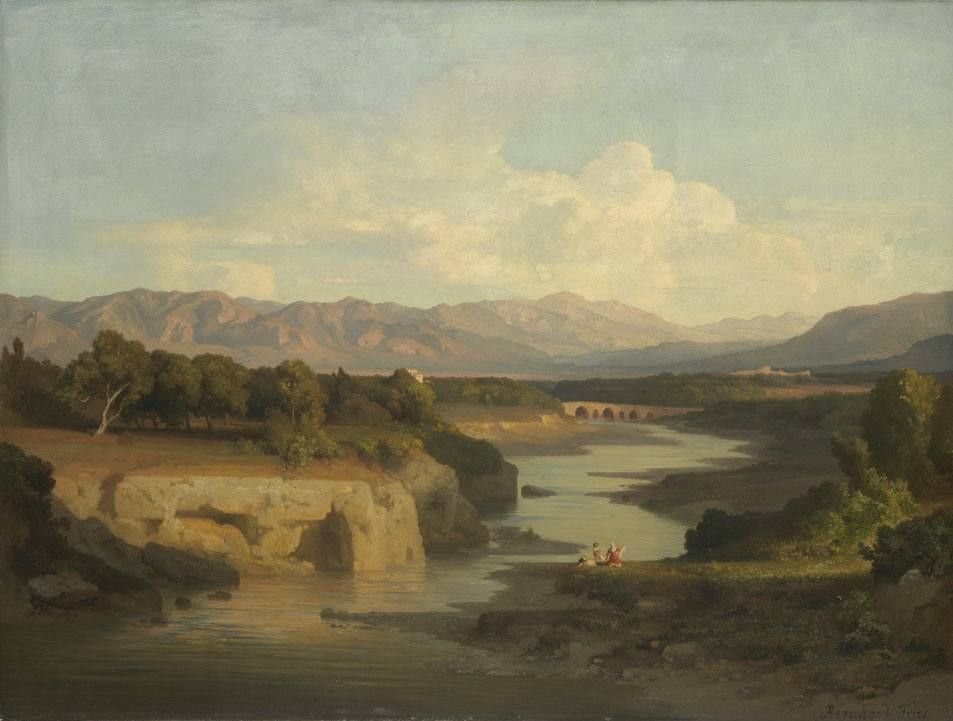
ドイツの画家のベルンハルト・フリースが描いたオレト川（1860年頃）

紀元前250年の夏の終わり頃にハスドルバルはローマの2人の執政官の内の1人（ガイウス・フリウス・パキルス）がローマ軍の半数を率いて冬の間にシチリアを去っていたという情報を聞きつけると、シチリアにおけるカルタゴの重要な拠点であったリリュバエウム（現在のマルサーラ）から3万の兵士と60頭から142頭に及ぶ戦象を率いてパノルムスに向かった。パノルムスから少し離れた場所で進軍を止めたハスドルバルは、ローマ軍の指揮官のルキウス・カエキリウス・メテッルスを戦闘に誘い出すべくローマと新しく同盟を結んだ都市の領内の農作物を荒らし回った。この時ローマ軍は2個軍団が駐留していたが、収穫物を集めるために四散していた。メテッルスは進軍して来るカルタゴ軍を前にして散らばっていた自軍の兵士たちを撤収させ、パノルムスに退却した。この臆病とも取れる敵の行動はハスドルバルの想定の範囲内であり、ハスドルバルはオレト川の谷を進んで田園地帯で略奪行為を続けた。オレト川はパノルムスのすぐ南で海に注いでおり、ハスドルバルは河口に着くとすぐに軍隊の一部に川を渡って城壁まで進軍するように命じた。
メテッルスは戦象が川を渡っていた最中か渡りきった後に軽装歩兵を送り込んでカルタゴ軍に対し小競り合いを仕掛け、敵の進軍を妨害しようとした。この軽装備の部隊はカルタゴ軍に投槍を浴びせ掛けたが、特に敵軍の戦象を集中的に攻撃するように指示されていた。パノルムスは大規模な補給基地であり、この時は都市の市民も競り合いを続けるローマ軍の兵士に絶えず投槍を供給するために市内から城壁のふもとまで投槍の束を運ぶ作業に従事していた。川と都市の間の地面は土塁で覆われていたが、その一部は以前のローマ軍による包囲中に築かれたものであり、都市の防御設備の一部でもあった。これらの土塁はローマ軍にとって隠れ蓑となり、同時に敵の戦象の前進はおろか機動作戦さえも困難にさせていた。それでもなお、象使いたちは自らの優れた技量を見せつけようと戦象を前進させた。しかしながら、（一部の記録によれば）この時に城壁からも戦象に向かって飛び道具が投げ込まれ、これに反撃することができなかった戦象たちはパニックに陥った。そして背後にいたカルタゴ軍の歩兵たちを掻き分けて逃げ出した。
メテッルスは自軍の大部分とともに城門のすぐ外の森林、あるいは城門のすぐ内側で身を潜めていたが、いずれの場所にせよ身を隠していた場所はカルタゴ軍が渡河した地点よりも上流に位置していた。メテッルスは城壁の下で行われていた大規模な競り合いの中に隠れていた場所から新しい部隊を投入した。戦象が脱走し、カルタゴ軍の大部分が混乱に陥って敵軍全体の士気が低下すると、メテッルスは敵軍の左側方への攻撃を命じた。その結果、カルタゴ軍は敗走に転じ、留まって戦おうとした者も斬り殺された。メテッルスは追撃の許可を出さなかったが、戦闘の直後に10頭の戦象を捕獲した。一部の記録はその後の数日間で生き残っていた残りの戦象も捕獲したと説明している。
戦闘におけるカルタゴ軍の損害は大きかったと考えられているものの、当時の記録の中に戦象以外の両軍の損害に関する報告は見られない。後世の主張の中にはカルタゴ軍の人的損失について2万人から3万人に達したとしているものもあるが、現代の歴史家はこの数字を有り得そうもない規模だと考えている。同じように通常否定されている後世の説明は他にもあり、その中にはケルト人からなるカルタゴ軍の大規模な部隊が戦闘が始まった時点ですでに酒に酔っていたという説明や、逃げ惑うカルタゴ軍の兵士の多くが作戦に参加していたカルタゴ艦隊の船に救出してもらおうと海に飛び込み、多くの犠牲者を出したといった説明がある。

## 戦闘後の経過

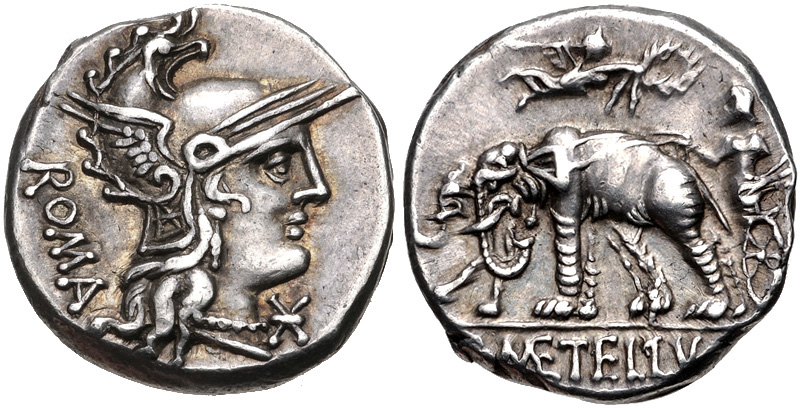
紀元前125年に鋳造されたガイウス・カエキリウス・メテッルス・カプラリウスのデナリウス銀貨。裏面は祖先にあたるルキウス・カエキリウス・メテッルスの凱旋式を示唆した図柄となっており、パノルムスの戦いでメテッルスが捕らえた戦象の姿が描かれている。

カルタゴ軍が特に戦象を失う形で敗れたことでローマ軍は平原でより自由に作戦行動を展開できるようになり、一方のカルタゴ軍はもはやローマ軍に戦いを挑もうとはしなくなった。また、敗戦後のカルタゴの慣例としてハスドルバルが処刑のためにカルタゴに呼び戻された。パノルムスでの勝利の後、メテッルスは紀元前250年9月7日にローマで凱旋式の栄誉を受け、その際にパノルムスで捕らえた戦象とともにパレードを行った。その後、これらの戦象はキルクス・マクシムス（古代ローマの競技場）で殺害された。象の姿は有力な家門であったカエキリウス・メテッルス家の紋章に採用され、共和政期の終わりまで一族が鋳造した硬貨には象の姿が描かれていた。
ハスドルバルの後任となったアドフバルはシチリアの大規模な城塞都市であるセリヌスの守備隊をもはや維持することはできないと判断し、この都市を放棄して破壊させた。一方でパノルムスでの勝利によって自信を深めたローマ軍はシチリアにおけるカルタゴの重要な拠点であったリリュバエウムに攻め込んだ。紀元前250年の執政官であるガイウス・アティリウス・レグルス・セッラヌスとルキウス・マンリウス・ウルソ・ロングスに率いられたローマの大軍がリリュバエウムを包囲し、200隻に及ぶ艦隊の船で港を封鎖した。しかし、この都市は9年後の紀元前241年にローマの勝利によって第一次ポエニ戦争が決着するまでカルタゴが保持し続けた。
戦争終結後もローマとカルタゴの双方が地中海西部で勢力の拡大を続けたために両国間の緊張は高い状態のままであった。そして両者の争いは紀元前218年に当時ローマの保護下にあったイベリア半島東部の町であるサグントゥムをカルタゴが包囲し、第二次ポエニ戦争が勃発したことによって再開された。